# تمثال روبرت ميليغان
تمثال روبرت ميليغان هو تمثال كان يقع خارج متحف لندن دوكلاندز في العاصمة البريطانية لندن. في 9 يونيو 2020، تم إزالة التمثال بناءً على طلب عمدة لندن صادق خان.

## تاريخ
كان روبرت ميليغان (1746-1809) تاجرًا اسكتلنديًا بارزًا عُرف بنشاطه في تجارة العبيد عبر الأطلسي. في 9 يونيو 2020، أزالت السلطة المحلية في حي تاور هامليتس تمثال روبرت ميليغان من أمام مُتحف لندن دوكلانز في لندن. ويأتي ذلك بعد أن أزال مُتظاهرون مُناهضون للعُنصرية تمثال إدوارد كولستون في بريستول، وذلك في خضم ردود الأفعال على حادث مقتل جورج فلويد. تمثال روبرت ميليغان هو أول تمثال تمت إزالته كجزء من لجنة صادق خان للتنوع في المجال العام التي تأسست بغرض مُراجعة معالم مدينة لندن وتحديد المُرتبطة منها بالعبودية، وقد تمت إزالتُه في نفس اليوم الذي أُعلن فيه عن إنشاء اللجنة.